# Glutinoconcha
A Glutinoconcha az Arcellinida kládja, tagja a Sphaerothecina, a Cylindrothecina, az Excentrostoma, a Longithecina, a Hyalospheniformes és a Trigonopyxis arcula.

## Történet
Daniel J. G. Lahr írta le 2019-ben COI-szekvenciák alapján az Arcella intermedia és a Heleopera sphagni utolsó közös őséből eredő kládként. 2021-ben 250 fehérjekódoló gén alapján az Arcellinidát 3 fő ágra osztotta, köztük a Glutinoconcha mellett az Organoconcha és Phryganellina kládokkal, melyek közül a Glutinoconchát írta le a legtöbb ismert fajjal rendelkező csoporttal, és a Sphaerothecina, Longithecina, Excentrostoma, Hyalospheniformes és Volnustoma csoportokra osztotta. A Volnustoma korábban számos 18S rDNS-filogenetikában az Arcellinidán kívül volt, és a Heleopera nemzetség monofíliáját is cáfolta, vagy hosszúág-vonzás miatt nem rokon taxonokkal együtt szerepelt.
A Cylindrothecinát 2022-ben hozták létre González-Miguéns et al., miután kimutatták, hogy a Longithecina korábbi meghatározása szerint polifiletikus volt, mert NADH-, COI- és SSU-filogenetika alapján 2 különálló kládra bomlott.

## Morfológia
A Glutinoconcha általános morfológiai jellemzője az autogén (idioszóma) vagy exogén (xenoszóma) anyagból összetapadt héj, de egyes fajokban ettől eltérő jellemzők találhatók.:S1

### Sphaerothecina
A Sphaerothecina héja központi mélyedéssel rendelkezik, lekerekített, keresztmetszetén sugaras szimmetriájú. Legtöbb faja képes önállóan héjat képezni.
Az Arcellidae rendelkezik „Vulgares”, „Carinatae” és „Aplanatae” morfológiájú fajokkal is, két Galeripora-törzs és a Netzeliidae ismeretlen vagy e 3 formacsoportba nem sorolható morfológiájú fajokkal rendelkezik.
Míg az Arcellinida legtöbb faja egymagvú, számos Arcellidae-faj többel is rendelkezik, az első szerző, aki ez alapján írt le Arcellidae-fajt, Collin, aki az Arcella atavát írta ekkor le, és „az Arcella ősi állapotát képviselő szakaszként” írta le.
Az Arcella mitrata spectabilis hatszögletű nyílása feltehetően konvergens evolúcióval alakult ki a Melanocyrillium hexodiadema fajhoz.
Héja merev vagy kissé rugalmas; teljesen kitinszerű, vagy szerves cementtel összetartott újra felhasznált szerves vagy ásványi anyagokat tartalmaz, vagy saját maga által szekretált kitinszerű vagy szilikáttartalmú részekből áll. Mindig lekerekített és sugara szimmetriájú, de változó magasságú – lehet például lapított csészealj, félgőmb vagy tojás alakú, álszája lehet kerek vagy lebenyes, és gallér veheti körül. Állábai vastagok és ujjszerűek.:S1

### Longithecina
A Longithecina héja ásványi anyagokból – például ásványrészecskékből, felhasznált kovamoszathéjakból, -pikkelyekből vagy -lemezekből vagy saját szilikátrészecskékből (idioszóma) – szerves cementtel összetapadó, merev.:S1

### Excentrostoma
Az Excentrostoma dorzoventrálisan, vagyis a – kissé a központitól eltérő helyzetű – nyílásra merőleges tengely mentén nyomott héjú. A laterális helyzetű nyílás a száraz környezetekhez való alkalmazkodást segíthette elő, míg a nyílás mélyedése feltehetően hatékonyabbá teszi az ez elleni védekezést.:S1
A Cyclopyxis puteus bár a Cyclopyxis kahlihoz hasonlít, álszája szemcsés, kúp tetején van, és kvarcrészecskéket használ.

### Hyalospheniformes
A Hyalospheniformes – teljes egészében az amőba által létrehozott szerves anyagból álló vagy saját vagy újra felhasznált szilikátlemezekkel megerősített – héja merev, színtelen vagy sárgásbarna, palack, váza, ellipszoid vagy körte alakú, laterálisan nyomott, mélyedése terminális és szerves peremű.:S1

### Volnustoma
A Volnustoma ásványianyag-részecskékkel megerősített, laterálisan nyomott héján a nyílás jól látható terminális rés.:S1

## Élőhely
Édesvízben, talajban, mohákon, avarban és tőzeglápokon egyaránt megtalálható.

## Genetika
A COI gén 618 nukleotidján alapuló filogenetika szerint az Arcellidae és Netzeliidae testvércsoportok. A Volnustoma és az Argynnia 2023 októberéig nem voltCOI alapján rendszerezve, míg 18S rDNS alapján előbbi bazális Glutinoconcha-klád. Egyes, korábban az Organoconchába sorolt fajok a Volnustoma tagjai 18S rRNS alapján, de ezt többgénes fák nem támasztják alá, és feltehetően az erősen eltérő Spumochlamys és Heleopera-SSU-szakaszok vonzása okozza. A Difflugia 2022 előtti értelmezése szerint polifiletikus, mivel mindegyik Glutinoconcha-klád tartalmazza több faját is.
NADH-dehidrogenáz- és COI-gének alapján a Longithecina polifiletikus volt 2 kláddal, ezért a Longithecina II-ből 
A Cylindrifflugia acuminata jelentős mitokondriális mRNS-szerkesztést végez egyes nukleotidok delécióival és inzertációival, megváltoztatva annak leolvasási keretét a Heterolobosea kládhoz hasonlóan. Így mtDNS-szekvenciái nem fordíthatók fehérjékre a helyes leolvasási keret ismerete nélkül. Ez a COI-ban csak kevés nukleotidot érint, így ez megfelelő marker az Arcellinida rendszertanához, és a natív mtDNS-szekvenciák összehasonlíthatók így, azonban bár nem változtatja meg a keletkező filogenetikai fát, csökkenti azok csomópontjainak alátámasztottságát.

## Filogenetika
Egyes morfológiailag meghatározott fajai, például a Cylindrifflugia acuminata és a Cylindrifflugia lanceolata nem voltak monofiletikusak, vagyis előfordulhatnak ál- vagy valóban rejtett fajokból álló fajkomplexumok e nemzetségben. A Sphaerothecina saját, más taxonokkal nem közös morfológiai térrel rendelkezik.

## Evolúció
A Volnustoma és a Hyalospheniidae feltételezett ősei közel azonosak, de előbbi héja oldalnézetből feltehetően ovális, és a szájat körülvevő nyak hiánya alapján a Pakupaku kabinhoz hasonlít, míg utóbbié körte alakú. A Sphaerothecina közös őse oldalnézetből feltehetően félgömb alakú, héja összetapadt, e két jellemző együtt nem ismert fosszíliákból. Molekuláris óra alapján 500–900 millió évvel ezelőtt alakult ki, az Organoconcha–Glutinoconcha felbomlás a legtöbb modell szerint a kriogénnel átfed vagy azt megelőzi, csak kevés molekuláris óra szerint történt a felbomlás a kora paleozoikumban, valószínűleg a tonium és az ediakara közt jelent meg.
Őse feltehetően ásványi anyagokból álló xenoszómákból összetapasztott héjjal rendelkezett, míg a Sphaerothecina, a Longithecina és az Excentrostoma közös őse héjáról csak az valószínűsíthető, hogy ásványi anyagokból tapasztotta össze. Így az Arcellidae szerves anyagokból álló héja levezetett jellemző lehet, mely ásványi anyagokból álló héjú csoportban jelent meg.